# Transportation and Ticket Center
O Transportation and Ticket Center (comumente abreviado como TTC) é um centro de transporte intermodal servido por monotrilhos, balsas e ônibus no Walt Disney World Resort em Bay Lake, Flórida. A estação atende às três linhas do Sistema de Monotrilho Walt Disney World, bem como ônibus convencionais e táxis na região da Grande Orlando.
Os visitantes deixam seus veículos no estacionamento com 8.000 vagas e chegam ao centro através de um sistema de bondes. Ao chegarem a uma enorme praça (localizada ao lado do Disney's Polynesian Resort), eles são convidados a utilizar um dos diversos sistemas de transporte.
O centro também permite comprar ingressos para o parque Magic Kingdom, localizado do outro lado da Seven Seas Lagoon.

## Monotrilho
O centro possui uma estação dupla do Walt Disney World Monorail, que com três linhas permite chegar:
- ao parque Magic Kingdom de forma expressa[2]
- ao parque Magic Kingdom há ônibus, com uma parada em cada um dos hotéis localizados ao longo do trajeto.
- o parque Epcot (localizado a 5 quilômetros a sudeste)[2]

A conexão com o parque EPCOT foi adicionada em 1982 para a inauguração deste parque.

## Balsas
Um cais de balsas permite chegar ao Magic Kingdom ou a alguns hotéis do Seveans Seas Lagoon e do Bay Lake. Esteticamente, eles se inspiram na Balsa de Staten Island, em Nova Iorque.
As três balsas são diferenciados por suas cores e batizados com os nomes de antigos diretores da Disney: General Joe Potter (azul), Richard F. Irvine (vermelho) e Almirante Joe Fowler (verde).

## Ônibus
O sistema de ônibus da Disney, chamado Disney Transport, permite chegar aos diferentes hotéis e parques do complexo. Um serviço especial também permite chegar ao hotel Shades of Green.